# Bernd Bodechtel
Bernd Bodechtel, genannt BeBo, (* 22. Januar 1939; † 15. Dezember 2021 in Düsseldorf-Gerresheim) war ein deutscher Bildhauer.

## Leben
Bodechtel studierte in den 1950er Jahren Malerei an der Hochschule für Bildende Künste Dresden bei  Sizzo Stief und Meindl. Aus politischen Gründen verließ er die DDR und kam 1956 nach Düsseldorf.
Nach einer Steinmetz- und Steinbildhauer-Ausbildung studierte Bodechtel 1970–1971 an der Kunstakademie Düsseldorf bei Beate Schiff.
Bodechtel lebte und arbeitete in Düsseldorf-Gerresheim und auch in Florida, wo er malte. Er arbeitete hauptsächlich in Stein, insbesondere Basalt und Granit. Er schuf Kopfskulpturen von Willy Brandt (1999), Gustaf Gründgens (2001) und Aloys Odenthal (2004). Sein Weltbrunnen steht im Stiftsgarten der Gerresheimer Basilika St. Margareta. Er sanierte das Ehrengrab Maximilian Friedrich Weyhes auf dem Golzheimer Friedhof in Düsseldorf. Er identifizierte und restaurierte die in einem Privatgarten gefundenen Kopfskulpturen der Brüder Wilhelm und Alexander von Humboldt, die jetzt am Eingang des Humboldt-Gymnasiums Düsseldorf stehen.